# Abdoulay Konko
Abdoulay Konko, född 9 mars 1984 i Marseille, Frankrike, är en professionell fotbollsspelare (högerback) som spelar för det italienska laget Atalanta. Konko är fransk medborgare men har rötter från både Marocko och Senegal. Han började sin proffskarriär som ungdomsproffs i Juventus FC i början av 2000-talet. 
Efter att ha tillbringat ett par säsonger i FC Crotone och AC Siena flyttade han 2006 till Spanien för spel i Genoa CFC. Efter en säsong i Genoa köptes Konko av Sevilla. Sevilla hade precis sålt Dani Alves till Barcelona och Konko sågs som en ersättare.